# Ecco: The Tides of Time
Ecco: The Tides of Time is een computerspel dat werd ontwikkeld door Novotrade Software en uitgegeven door Sega. Het spel kwam in 1994 uit voor de Game Gear, Mega-CD en Sega Mega Drive. In het eerste deel van het spel werd Vortex succesvol vernietigd, maar de koningin overleefde en is Ecco gevolgd naar de aarde. Ze heeft de oceaan vervloekt waardoor al het leven zal uitsterven. Ecco moet de koning verslaan en de vloek opheffen. Het spel bestaat uit 30 levels. Het spel bevat meerdere niveaus en de spelstand kan via een wachtwoordsysteem worden hervat. In het spel kan gebruik worden gemaakt van een tijdmachine om door de tijd te reizen.

## Platforms
| Jaar | Platform                            |
| ---- | ----------------------------------- |
| 1994 | Game Gear, Mega-CD, Sega Mega Drive |
| 1996 | SEGA Master System                  |
| 2007 | Wii Virtual Console                 |

## Ontvangst
| Beoordeeld door                 | Platform        | Datum             | Score |
| ------------------------------- | --------------- | ----------------- | ----- |
| Pixel-Heroes.de                 | Sega Mega Drive | augustus 2004     | 100%  |
| Sega-16.com                     | Sega Mega Drive | 30 september 2005 | 90%   |
| GamePro (USA)                   | Sega Mega Drive | december 1994     | 80%   |
| neXGam                          | Game Gear       | 2002              | 80%   |
| Electronic Gaming Monthly (EGM) | SEGA CD         | februari 1995     | 76%   |
| The Video Game Critic           | Sega Mega Drive | 2 september 2000  | 75%   |
| Electronic Gaming Monthly (EGM) | Sega Mega Drive | december 1994     | 73%   |
| Nintendo Life                   | Wii             | 3 juli 2007       | 70%   |
| Eurogamer.net (GB)              | Wii             | 7 juli 2007       | 60%   |
| GameSpot                        | Wii             | 13 september 2007 | 55%   |